# توم دونبار
توم دونبار (بالإنجليزية: Tom Dunbar)‏ هو لاعب كرة قاعدة أمريكي، ولد في 24 نوفمبر 1959 في Graniteville, South Carolina ‏ في الولايات المتحدة، وتوفي في 16 مارس 2011 في أيكن في الولايات المتحدة بسبب سرطان البروستاتا.

## وصلات خارجية
- توم دونبار على موقعبيزبول رفرنس.كوم (الدوري الرئيسي) (الإنجليزية)
- توم دونبار على موقعبيزبول رفرنس.كوم (الدوري الثانوي) (الإنجليزية)